# مدرسة ابن رشد الثانوية
مدرسة ابن رشد الثانوية هي مدرسة ثانوية مسلمة خاصة ومدرسة من الدرجة السادسة في ليل، فرنسا. تعاقدت مع الدولة وتتلقى إعانات حكومية منذ عام 2008 ؛ اعتبارًا من 2013 صارت المدرسة الثانوية الإسلامية الوحيدة في فرنسا التي تقوم بذلك. تقع الثانوية في ليل الجنوبية [الفرنسية] مجاورةً لمسجد.

## التاريخ والرسالة
افتتحت في عام 2003، وهي أول مدرسة ثانوية إسلامية تأسست في فرنسا. كانت المدرسة في الأصل تضم 11 طالبًا.
سميت المدرسة على اسم الفيلسوف العربي الأندلسي ابن رشد (المعروف أيضًا باسم Averroes 1126-1198) في القرن الثاني عشر. تعود أصول المدرسة إلى عام 1994 عندما بدأ مسجد الإيمان بتعليم 19 فتاة مسلمة طُردن من مدرستهن العامة لرفضهن خلع حجابهن. تأسست المدرسة رسميًا في عام 2003. لديها الآن عدة مئات من الطلاب وصنفت واحدةً من أفضل المدارس في البلاد..
تهدف المدرسة إلى تزويد الطلاب المسلمين ببديل للتعليم في المدارس العامة الفرنسية بنفس الطريقة التي يقوم بها الفرنسيون الكاثوليك والبروتستانت واليهود. في عام 2008، مُنحت المدرسة وضع "sous concat" مما يعني أن الحكومة الفرنسية تدفع رواتب المعلمين والمدرسة مطالبة باتباع المنهاج الوطني. بدأت في تلقي الإعانات الحكومية في عام 2008.
اعتبارًا من عام 2013 كان لديها 340 طالبًا؛ الغالبية من ذوي الدخل المنخفض و / أو من أصول مهاجرة. تختلف الرسوم الدراسية اعتمادًا على مقدار الأموال التي يكسبها والدا الطالب، لكنها تبلغ حوالي 1000 جنيه إسترليني سنويًا.
بحلول عام 2013، حصلت المدرسة على معدل نجاح بنسبة 100 ٪ في البكالوريا الفرنسية. كتب ديفيد شازان من صحيفة التايمز أن هذا تسبب في «البحث عن الذات» في بلد يؤكد التعليم العلماني. واحتلت بذلك المركز الأول مفوقةً على ثانويات شهيرة وعريقة في فرنسا مثل ثانويتي هنري الرابع ولويس الأكبر في باريس.

## الإدارة
كانت سيلفي طالب أول مديرة للمدرسة وقد استقالت لاحقًا في عام 2006.
المدير الحالي للمدرسة هو الحسن أوفقير. نائب مديرها هو مخلوف ماميش، الذي يشغل أيضًا منصب نائب رئيس اتحاد المنظمات الإسلامية في فرنسا (UOIF)، الذي تعرض لانتقادات لصلاته بجماعة الإخوان المسلمين.
رئيس الجمعية الذي يُدير مدرسة ابن رشد الثانوية، عمار الأصفر هو أيضا رئيس اتحاد المنظمات الإسلامية في فرنسا وعميد مسجد جنوب ليل.

## التمويل
قبل أن تُمنح وضع «العقد الشرعي»، اعتمدت المدرسة على تبرعات من الجالية المسلمة في نور-با-دو-كاليه.
تعتمد المدرسة على تبرعات كبيرة لتوسيع قدراتها. بينما يدفع الطلاب رسومًا رمزية للالتحاق بالمدرسة، فإن هذا لا يكفي لتغطية توسعها. تدفع الدولة أجور معلمي المدرسة بموجب تعيين "sous contrat".
يأتي جزء كبير من تمويل المدرسة من رعاة أثرياء مثل المملكة العربية السعودية وقطر. ودفع البنك السعودي للتنمية 250 ألف يورو وقطر الخيرية 800 ألف يورو للتوسع الأخير في المدرسة.

## صلات بجماعة الإخوان المسلمين واتحاد المنظمات الإسلامية في فرنسا
أثار افتتاح المدرسة القلق في فرنسا العلمانية حيث يُطلب حتى من المدارس الدينية الخاصة استخدام نفس المنهج الأساسي، ويمكنها فقط تدريس المواد الدينية كمواد اختيارية، وحيث يجب أن تكون الصلاة اختيارية. كان هناك قلق خاص من أن مسجد الإيمان مرتبط باتحاد المنظمات الإسلامية في فرنسا، وهو جماعة قوية تروج لتفسير صارم للإسلام يشمل الدعوة الشعبية، والتطهير الشخصي، وتسعى للتأثير في كل جانب من جوانب حياة المسلم. يوصف اتحاد المنظمات الإسلامية بأنه لا ينفصل عن جماعة الإخوان المسلمين. في تقرير بتكليف من الحكومة الفرنسية، تعتبر جماعة الإخوان المسلمين في أوروبا، ممثلة في اتحاد المنظمات الإسلامية في فرنسا، مصدر نصف المشاريع المؤسسية في فرنسا التي تهدف إلى إعادة أسلمة الأجيال الشابة والحفاظ على خصوصياتهم الثقافية مع خلق المواطنة الإسلامية.
تتكون قيادة المدرسة من رئيس ونائب رئيس اتحاد المنظمات الإسلامية وبالتالي خلق رابط لا مفر منه بين أيديولوجيات اتحاد المنظمات الإسلامية والمدرسة.

## الخلافات
في أعقاب هجمات شارلي إبدو عام 2015، ازداد قلق المواطنين الفرنسيين بشأن مخاطر الأصولية في مدارسهم. هذا، بالطبع، وجه النظر نحو مدرسة ابن رشد الثانوية، باعتبارها المدرسة الإسلامية الوحيدة "sous contat" في فرنسا. وجدت قصة استقصائية من قبل فرانس 2 أن المدرسة قدمت بانتظام فرصًا للحوار المفتوح للدفاع عن حرية التعبير ومناقشة الإرهاب، لا سيما في فصل الفلسفة في سفيان زيتوني.
بعد الهجوم، نشر زيتوني مقالاً بعنوان «اليوم، النبي هو تشارلي أيضًا» تسبب في رد فعل عنيف كبير في المدرسة. ويقول زيتوني إن المسؤولين حذروه من أن مقالته ستجعله يكسب الأعداء وأنه «يجب أن ينظر خلفه وهو يسير في الشارع». بعد ذلك، نشر مدرس آخر كان مقربًا من طارق وهاني رمضان، حفيد حسن البنا مؤسس جماعة الإخوان المسلمين، مقالًا طبق الأصل ينتقد استدلال الزيتوني ويقول إن الهجوم على شارلي إيبدو كان مفهومًا على أساس أنهم يتبنون أفكارًا عنصرية. أدى ذلك إلى سلسلة من التعليقات من قبل الطلاب تشيد بالهجمات ضد شارلي إبدو. وصرح زيتوني بإن المدرسة غضت الطرف عن هذه التعليقات التحريضية.
وزعم الزيتوني أن معاداة السامية منتشرة في أوساط الطلاب. كما زعم أن الطلاب كثيرًا ما ينتقدون «مخالفته الإسلامية» وشككوا في شرعيته كمدرس للفلسفة. كما اشتبه زيتوني في أن المدرسة كانت جزءًا من محاولة قطر إدخال إسلامها المتشدد في المجتمع الفرنسي.
في فبراير 2015، استقال سفيان زيتوني من منصبه التدريسي في المدرسة قائلاً إن المدرسة غذت التطرف وتلقن الإسلام السياسي بينما كانت لا تزال تتلقى التمويل الحكومي. زعم الزيتوني أن المدرسة غضت الطرف عندما قام اثنان من طلابها بدعم الإخوة سعيد كواشي وشريف كواشي، الذان نفذوا هجوم شارلي إبدو في يناير/كانون الثاني 2015. تقدمت المدرسة بشكوى تشهير ضد الزيتوني.
كان هناك العديد من الأسئلة حول ما إذا كانت المدرسة تتبنى وجهة نظر اتحاد المنظمات الإسلامية في فرنسا الأكثر أصولية للفجور المزعوم للغرب وتدين أشياء مثل الجنس قبل الزواج أو المثلية الجنسية، وكيف يمكن أن يخلق ذلك بيئة معادية للأنشطة الغربية.
وجه زيتوني وآخرون الاتهامات بأن المدرسة تقدم ظاهريًا صورة معتدلة تتوافق مع المتطلبات الفرنسية لتلقي التمويل مع الترويج داخليًا للآراء المتطرفة.

## روابط خارجية
- ليسيه كوليج أفيرويس باللغة الفرنسية
- ثانوية إسلامية بفرنسا لا يرسب فيها من يترشح للبكالوريا!.. تعرفوا على ثانوية ابن رشد بمدينة ليل على يوتيوب
- ثانوية ابن رشد المسلمة في ليل: تاريخها على يوتيوب